# Баба-хан
Баба-хан (д/н — 1683) — 2-й сецен-хан монголів у Халхці в 1652—1683 роках.

## Життєпис
Син сецен-хана Шолой-хана. Після смерті батька 1652 року став новим правителем аймака (держави) сецен-ханів. На той час вона опинилася в складній ситуації: з одного боку, опинилася в залежності від тушету-ханів, з другого, внаслідок конфлікту з імперією Цін була відрізана від торговельних центрів. Цінська адміністрація на відмову Шолой-хана припинила дипломатичні і торговельні стосунки, що погіршило економічне становище сецен-хана.
У 1655 році Баба-хан розпочав перемовини з Цін, визнавши у 1656 році її зверхність, ставши першим ханом халхи, хто це зробив. Як щорічну данину зобов'язався присилати 8 білих коней і 1 білого верблюда. Натомість 1658 року отримав від імператора Фуліня визнання володарем свого аймака. 1661 року спільно з тушету-ханом Чахундорджем втрутився у боротьбу за владу в державі дзасакту-ханів. Їхнім суперником був алтин-хан Лобсан-хунтайджі. Лише у 1666 році вдалося посадити на трон свого союзника Ценгуун-хана. Але невдовзі з ним почалися тертя, що спричинило нове протистояння. Втім з 1670 року Баба-хан не втручався в ці справи.
Протягом 1670-х років Баба-хан намагався зберегти незалежність від імперії Цін, не надаючи їй якоїсь істотної підтримки. Водночас спрямовував допоміжні загони тушету-хану у походах проти алтин-хана і дзасакту-хана. У 1681 році відправив спадкоємця Норбо до імператорського двору Кансі. Помер Баба-хан 1683 року. Йому спадкував син Норбо.